# Detlef Thorith
Detlef Thorith (27. září 1942, Koszalin – 17. července 2019) byl východoněmecký atlet, mistr Evropy v hodu diskem z roku 1966.

## Kariéra
Životním úspěchem se pro něj stal titul mistra Evropy v hodu diskem v roce 1966. Startoval také na olympiádě v Mnichově v roce 1972, kde obsadil v diskařském finále šesté místo. V této sezóně si vytvořil také osobní rekord výkonem 64,82 m.